# 살로 소돔의 120일

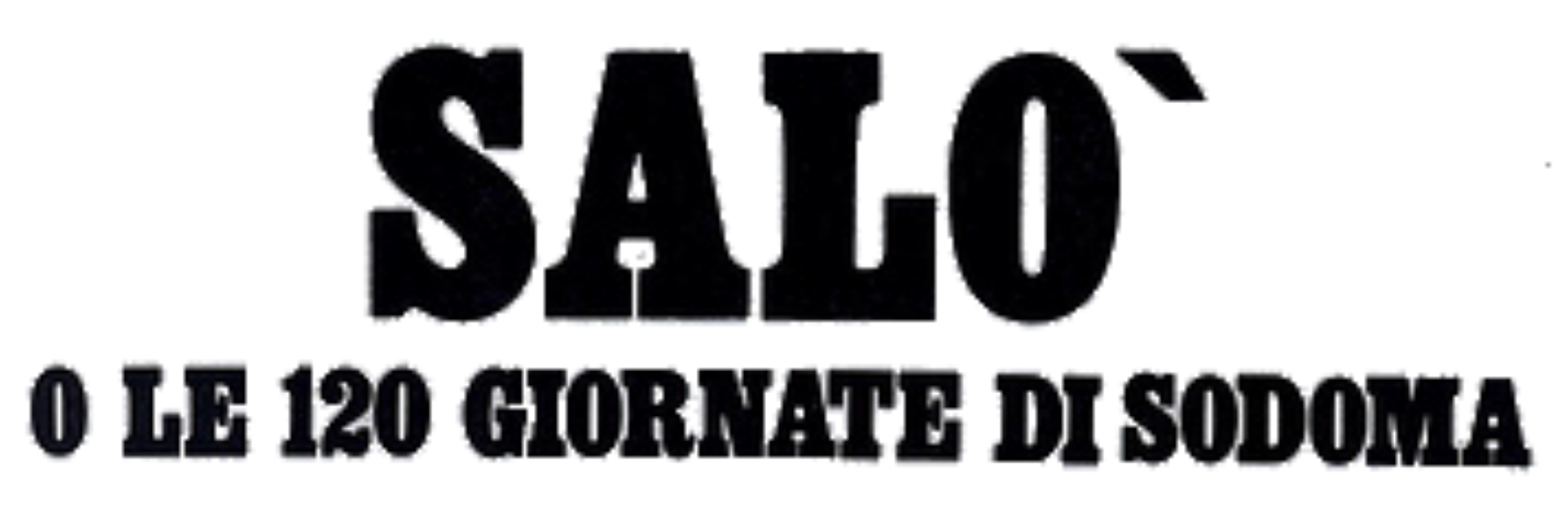

살로 소돔의 120일(Salò or the 120 Days of Sodom) 1975년에 개봉한 이탈리아 피에르 파올로 파졸리니가 각본을 쓰고 감독한 영화이다. 사드 후작의 동명의 작품을 원작으로 제작되었다.

## 제작
파졸리니는 원작에서 18세기 스위스 산 속의 성관(城館)의 배경을 20세기 이탈리아로 바꾸어놓아 이야기를 현대사회의 권력과 개인의 관계, 소비 사회에서의 메타포를 드러내도록 재구성했다. 구성은 단테 알리기에리의 《신곡》의 구성을 빌리고 〈지옥의 문〉, 〈기벽의 장〉, 〈똥의 장〉, 〈피의 장〉 네 개의 장으로 완성했다. 이 작품 완성 후에 파졸리니는 로마 근교에 소재한 오스티아 해안에서 의문의 변사체로 발견된다. 이 작품이 파졸리니의 유작이 된 셈인데 파졸리니의 사망은 많은 논란을 환기했지만 정치상 타살로 보는 견해가 유력하다.

## 줄거리
이탈리아가 연합국에 항복한 후 남은 파시스트들은 북부의 마을 살로에 모여 망명 정권 ‘이탈리아 사회 공화국(Repubblica Sociale Italiana, RSI 흔히 살로 공화국이라 한다)’을 형성하고 있었다. 국가사회주의독일로동자당의 권력자인 대통령, 로마가톨릭교회 대주교, 최고판사, 공작 네 명은 자신들의 쾌락을 목적해 시읍면의 조례를 새롭게 제정한다. 그 규정에 따라서 미소년과 미소녀를 납치하거나 자원하는 사람을 모아서 그중에서 엄선한 남녀 각각 9명을 ‘비밀의 관’에 데려가게 된다. 권력자들은 거기서 스스로 정한 규칙에 따라 음탕하고 변태 행위에 빠지게 된다. 매일 집회소에서 네 명의 이야기 노파들 중 한 명에게 외설스러운 체험을 이야기 하게 하고 그 이야기에 따라 소년들·소녀들을 상대로 그 이야기에 따라 실행에 옮기는 방식으로 진행된다.
변태 행위는 감정이 강렬하고 갑작스러워 누르기 어려운 상태로 점점 진행하게 되고 마지막에는 사망에 이르는 고문을 받게 되나 희생된 사람들과 똑같이 납치해 온 관 내의 소년 경비병들은 이런 희생된 사람들을 거들떠 보기는커녕 라디오 음악에 맞춰 춤춘다.

## 작품의 의의
마르키스 드 사드의 소설 〈소돔의 120일〉을 원작으로 한 이 영화만큼 세상 사람들에게 충격을 준 영화는 없다.
감독인 파졸리니는 당시 이탈리아 리얼리즘의 대가였다. 파졸리니의 유작이 된 이 작품은 파시스트 권력과 부패한 종교가 결탁하면 사람을 어떻게 무자비하게 파괴하는지를 잘 표현하고 사람이란 존재가 얼마나 타락과 부패의 위선의 종점까지 도달하는지에 관하여, 다른 사람을 학대하고 심하게 자극받고 영향받을 정도로 실험한다.
권력이 있는 사람의 타락과 부패가 어느 정도까지 극심해질 수 있는지를 현로하는 이 작품은 성과 폭력, 관음증을 대상으로 한 첨예한 논쟁을 환기한 일변, 포르노라고 비난받았는데 파졸리니 작품 중에서도 최고로 극과 극을 보였다.
이 영화는 극도의 폭력성에 의하여 여러 국가에서 상영이 금지되었다. 국내에서도 대학에서 시사회를 개최하였는데 관람하는 학생 중 몇 명이 구토를 하는 등 소동이 벌어지기도 하였다.

## 등장인물
- 대통령(파올로 보나첼리)
- 대법원 판사(움베르토 파올로 퀸타발레)
- 대주교(조르지오 카탈디)
- 회장(알도 발레티)
- 바카리 부인(헬렌 수거르)
- 매찌 부인(엘사드 조르지)
- 카스텔리 부인(카테리나 보라토)
- 세르지오 파세티 (남자 희생자)
- 프랑코 메들리 (남자 희생자)
- 레나타 모아 (여자 희생자)